# إيالة طربزون
إيالة طربزون وهي إحدى إيالات الدولة العثمانية والتي تغطي اليوم أجزاء من أراضي شمال تركيا وكانت إيالة طربزون تشغل مساحة (27,210كم مربع).

## التقسيمات الإدارية
| قسمت إيالة طربزون في القرن السابع عشر إلى عدد من السناجق وهي: 1. سنجق غوموشخان 2. سنجق جانيك (سامسون) 3. سنجق فيزا 4. سنجق جونيا 5. سنجق باطومي | وفي القرن التاسع عشر قسمت الإيالة إلى ثلاث سناجق وهي : 1. سنجق طرابزوند 2. سنجق كيراسون غيرسون 3. سنجق لازيستان |